# Karl Köther (ciclista nascido em 1905)
Karl Köther, Sr. (Hanôver, 27 de maio de 1905 — 1986) foi um ciclista alemão que ganhou a medalha de bronze nos Jogos Olímpicos de 1928, em Amsterdã, onde representou a equipe alemã. Seu filho, Karl, competiu nos Jogos Olímpicos de 1972.